# Mahé Meridionale
Mahé Meridionale è una regione delle Seychelles, di 10 110 abitanti, che copre la parte sud dell'isola di Mahé.
È divisa in tre distretti: Anse Royale, Baie Lazare, e Takamaka.